# Faizon Love
Langston Faizon Santisima, artiestennaam Faizon Love, (Santiago de Cuba, 14 juni 1968) is een Amerikaans-Cubaans acteur en cabaretier. Hij speelde in films als The Meteor Man, Friday en Couples Retreat. Hij is de stem achter Sweet Johnson, de broer van Carl Johnson uit het computerspel Grand Theft Auto: San Andreas.

## Filmografie

### Films
Selectie:
- 1993 The Meteor Man - als Maurice
- 1995 Friday - als Big Worm
- 1996 Don't Be a Menace to South Central While Drinking Your Juice in the Hood - als Rufus
- 1997 B.A.P.S – als Tiger J
- 1997 Money Talks – als Cellmate
- 2000 The Replacements – als Jamal
- 2003 Elf – als manager van Gimbel
- 2003 The Fighting Temptations - als Prison Warden
- 2004 Torque – als Sonny
- 2006 Idlewild - als Sunshine Ace
- 2009 Couples Retreat – als Shane
- 2011 Zookeeper – als Bruce the Bear (stem)

### Televisieseries
Uitgezonderd eenmalige gastrollen.
- 1995-1998 The Parent 'Hood – als Wendell Wilcox – hoofdrol, 67 afl.
- 2004 The Big House – als Warren Cleveland – 6 afl.
- 2015-2017 Black-ish - als Sha - 2 afl.
- 2018-2019 Step Up: High Water - als Al - 11 afl.

### Computerspellen
- 2004 Grand Theft Auto: San Andreas – als Sean 'Sweet' Johnson (stem, hoofdrol)